# Patxi Puñal
Francisco Puñal Martínez, conosciuto come Patxi Puñal, (Pamplona, 6 settembre 1975), è un ex calciatore spagnolo, di ruolo centrocampista.